# Carl Kindermann (Volkswirt)
Carl Kindermann (* 10. August 1860 in Magdeburg; † 21. April 1938 in Schopfheim) war ein deutscher Volkswirt.

## Leben
Kindermann, Sohn des Gerichtsassessors Carl Kindermann senior sowie der Alwine geborene Wodick, nahm nach abgelegtem Abitur ein Studium der Rechtswissenschaften an der Friedrich-Wilhelms-Universität in Berlin auf, 1885 wurde er dort zum Dr. iur. promoviert. Danach belegte er ein Studium der Wirtschaftswissenschaften an der Ruprecht-Karls-Universität Heidelberg, das er dort 1889 mit dem akademischen Grad eines Dr. phil. abschloss.
Nach Assistenzjahren habilitierte er sich 1894 in Heidelberg als Privatdozent der Staatswissenschaften und 1898 erfolgte dort seine Beförderung zum außerordentlichen Professor. 1906 erhielt Kindermann einen Ruf auf die Professur für Volkswirtschaftslehre an die Landwirtschaftliche Hochschule Hohenheim. Zeitgleich trat er eine Professur an der Tierärztlichen Hochschule Stuttgart an, die er bis zu deren Auflösung im Jahr 1913 innehatte. Zudem hatte er von 1910 bis 1923 einen Lehrauftrag an der TH Stuttgart inne. Der 1930 in Hohenheim emeritierte Carl Kindermann trat als Vertreter einer national orientierten Volkswirtschaftslehre hervor.

## Schriften
- Die Entwicklungslehre Herbert Spencers, Spamer, 1888
- Zur organischen Güterverteilung, Duncker & Humblot, 1894
- Zwang und Freiheit, ein Generalfaktor im Völkerleben, Duncker & Humblot, 1901
- Parteiwesen und Entwicklung in ihren Wirkungen auf die Kultur der modernen Völker, Ausgabe 2, F. Enke, 1907
- Die Führer im modernen Völkerleben: ihr Grundcharakter, ihre Erziehung, ihre Aufgaben, E. Ulmer, 1909
- Des deutschen Volkes Meisterjahre; der letzte Wille der Gefallenen, Greiner & Pfeiffer, 1916
- Die soziale Schöpferkraft im Aufbau Deutschlands und des Völkerlebens, G. Callwey, 1919